# Cheshmeh Jān Qolī
Cheshmeh Jān Qolī (persiska: چِشمِۀ جانقُلی, چِشمِه خانقُلی, چَشمِۀ جانقُلی, كانئ جانقُلی, چشمه جان قلی, Cheshmeh Khānqolī, Cheshmeh Jānqolī, چِشمِه جانقُلی) är en ort i Iran.   Den ligger i provinsen Kurdistan, i den nordvästra delen av landet, 400 km väster om huvudstaden Teheran. Cheshmeh Jān Qolī ligger 1 850 meter över havet och antalet invånare är 105.
Terrängen runt Cheshmeh Jān Qolī är platt åt sydväst, men åt nordost är den kuperad.Runt Cheshmeh Jān Qolī är det ganska glesbefolkat, med 36 invånare per kvadratkilometer. Närmaste större samhälle är Bījār, 15,4 km öster om Cheshmeh Jān Qolī. Trakten runt Cheshmeh Jān Qolī består i huvudsak av gräsmarker.